# Bandar Jissah
Bandar Jissah (بندر الجصة in arabo), è una città costiera nel nord est dell'Oman.